# Communauté de communes Cher - Sologne
La communauté de communes Cher - Sologne est une ancienne communauté de communes française, située dans le département de Loir-et-Cher.

## Géographie

### Composition
Elle était composée des communes suivantes :
1. Billy
2. Gièvres
3. Gy-en-Sologne
4. Lassay-sur-Croisne
5. Meusnes
6. Mur-de-Sologne
7. Rougeou
8. Selles-sur-Cher
9. Soings-en-Sologne

## Démographie
La communauté de communes Cher - Sologne comptait 12 278 habitants (population légale INSEE) au 1er janvier 2007. La densité de population est de 15,1 hab./km2.

### Évolution démographique
| 1968   | 1975   | 1982   | 1990   | 1999   | 2007   | - | - | - |
| ------ | ------ | ------ | ------ | ------ | ------ | - | - | - |
| 10 197 | 10 996 | 11 525 | 11 370 | 11 794 | 12 278 | - | - | - |

## Politique communautaire

### Représentation

#### Présidents de la communauté de communes
| Période | Période  | Identité        | Étiquette | Qualité |
| ------- | -------- | --------------- | --------- | ------- |
|         | en cours | Alain Persillet |           |         |

### Identité visuelle
|  | Logo de la Communauté de Communes |

## Pour approfondir

## Sources
- le splaf
- la base aspic